# Mubárak Gánim
Mubárak Gánim Mubárak (arabul: مبارك غانم) (1963. szeptember 3. – ) emirátusi válogatott labdarúgó.

## Pályafutása

### Klubcsapatban
1981 és 1991 között az Al Khaleej Club csapatában játszott.

### A válogatottban
Az Egyesült Arab Emírségek válogatottjával. részt vett az 1984-es és az 1988-as Ázsia-kupán, illetve az 1990-es világbajnokságon, de a torna előtt nem sokkal megsérült, így kénytelen volt kihagyni csapata valamennyi csoportmérkőzését.